# صيد الحيتان
صيد الحيتان كان منذ القدم من أجل لحومها وزيوتها الذي كان يستخدم لإضاءة القناديل والفوانيس. وكانت المجتمعات الساحلية تصطاد الحيتان منذ 3000 سنة قبل الميلاد. وفي القرن السابع عشر اندمج تصنيع الحيتان مع الأساطيل المنظمة لصيدها، ثم أصبحت صناعة تنافسية في القرنين الثامن عشر والتاسع عشر، ثم استخدمت السفن المدمجة مع المصانع مع مفهوم حصد الحيتان في النصف الأول من القرن العشرين.
ومع تقدم التقنيات وارتفاع الطلب، زاد الصيد عن مخزون البحر من الحيتان. وفي نهاية العقد الثالث من القرن التاسع عشر قتل أكثر من 50000 حوت سنويا، ومع توسط القرن لم يكن المخزون قادرًا على التجدد. وفي سنة 1986 حرمت الوكالة الدولية لصيد الحيتان الصيد التجاري مما أعطى بعض الأمل في استعادة ذلك المخزون.

## التاريخ

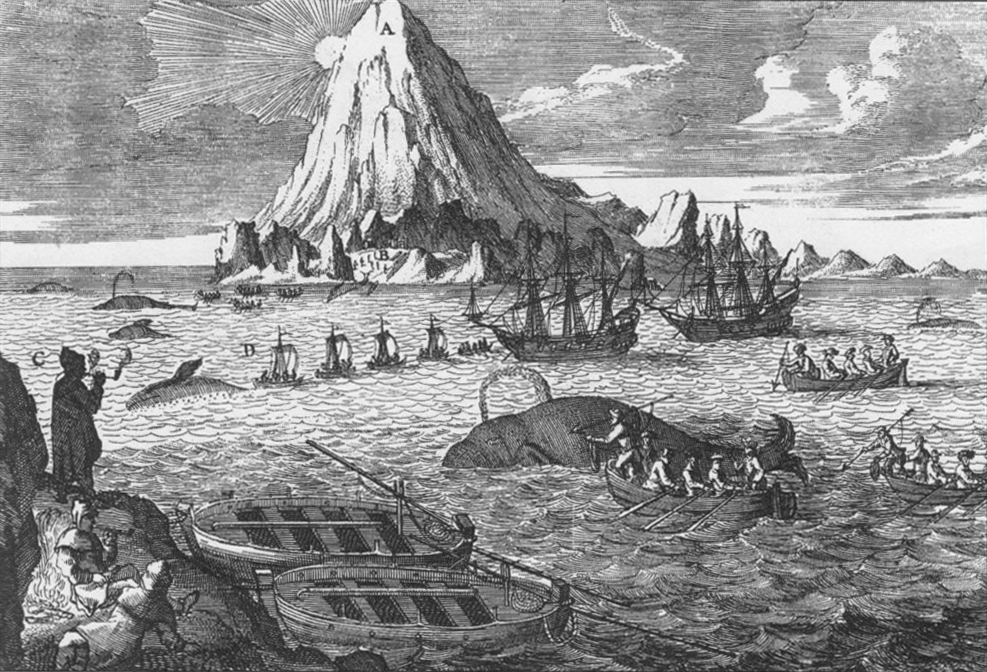
في القرن الثامن عشر صورة تظهر صائدي الحيتان الهولنديين في القطب الشمالي.

صيد الحيتان بدأ في عصور ما قبل التاريخ وكان في البداية يقتصر على المياه القريبة من الساحل. وصيد الحيتان كان في وقت مبكر له أثر كبير على تنمية الثقافات المتباينة على نطاق واسع، وكان يلبي حاجات السكان من طعام وزيوت. ولكن في القرن التاسع عشر، دفعت الزيادة في الطلب على زيت الحوت والذي كان يعرف أحيانا (بنفط القطار)، إلى ادخال تكنلوجية متطورة لصيد أكبر عدد من الحيتان في وقت قصير وجهد أقل.

## أهم مناطق صيد الحيتان

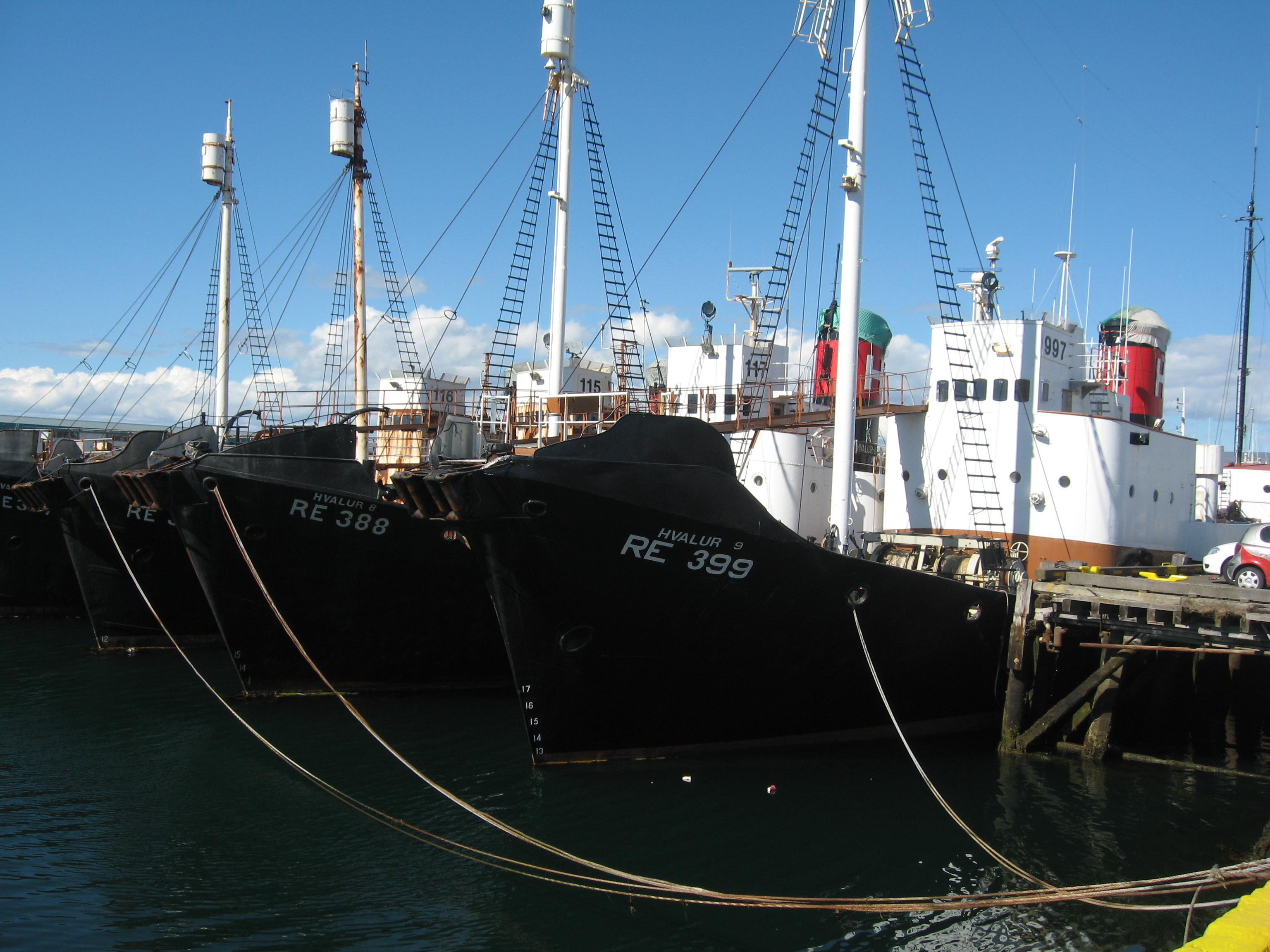
سفن صيد الحيتان الآيسلندية

كندا، النروج، السويد، فنلندا، آيسلندا، بريطانيا، روسيا، الولايات المتحدة، جزر فارو، غرينلاند، اليابان، إندونيسيا وسانت فنسنت والغرينادين.

## مخاطر صيد الحيتان

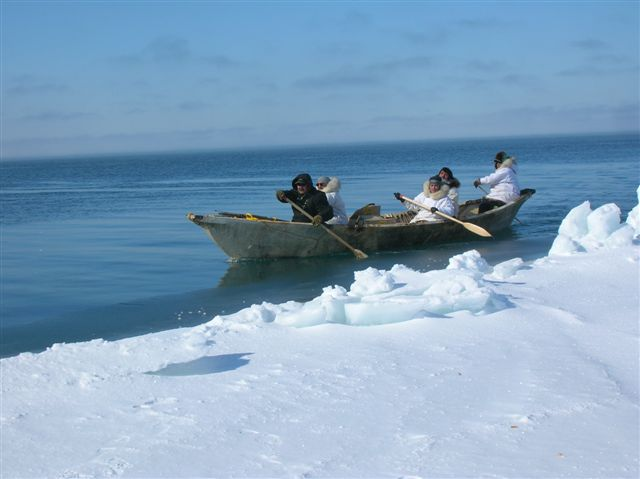
طريقة تقليدية لصيد الحيتان في ألاسكا.

أشارت نتائج اختبارات أجريت مؤخراً على الحمض النووي (DNA) إلى أن الصيد التجاري للحيتان قد يكون أسوأ بكثير مما كان يُعتقد من قبل. يحاول ستيف بالومبي، عالم الأحياء البحرية في «مركز هوبكنز البحري» التابع لجامعة ستانفورد في كاليفورنيا بالولايات المتحدة، أن يبرهن على أن معظم تقديرات أعداد الحيتان في الماضي تم استنباطها من الأرقام القديمة الخاصة بصيد الحيتان وأن هذه الطريقة غالباً ما تخطئ.
في عام 2003، استخدم بالومبي وزملاؤه عينات من الحمض النووي (الدي ان أي،DNA) لتقدير أن عدد حوت أحدب ربما بلغ 1.5 مليون حوت قبل بدء اصطياد الحيتان على مستوى تجاري في القرن التاسع عشر. هذا الرقم يقزم التقدير ب100 ألف الذي سبق وأن أقرته اللجنة الدولية لصيد الحيتان (IWC) استناداً إلى سجلات القرن التاسع عشر الخاصة بصيد الحيتان. ويبلغ عدد الحيتان الحدباء حالياً 20 ألف حوت فقط.
يشير مندوبو اليابان في اللجنة الدولية لصيد الحيتان (IWC) باستمرار إلى تقديرات عام 1990 الخاصة بعدد حيتان (المينك) في المحيط المتجمد الجنوبي والبالغة 760 ألف حوت. ولكن في عام 2000، تراجعت اللجنة الدولية لصيد الحيتان (IWC) عن هذا الرقم لأن الدراسات المسحية الأخيرة أظهرت وجود عدد من حيتان (المينك) أقل بكثير من عددها السابق. وبلغت التقديرات الجديدة نصف التقديرات القديمة في كل المناطق التي أعيد مسحها. ولا يعلم علماء اللجنة الدولية لصيد الحيتان (IWC) أسباب ذلك ولم يتفقوا حتى الآن على عدد تقديري جديد.
لم يعد صيد الحيتان مصدر الخطر الوحيد الذي يهدد الحيتان. فالمحيطات، أو بالأحرى تأثيرات البشر على المحيطات، قد تغيرت بصورة جذرية على مدى نصف القرن الماضي منذ تمت حماية الحيتان. فمن بين التهديدات البيئية المعروفة التي تهدد الحيتان: تغير المناخ العالمي والتلوث وصيد السمك المفرط واستنزاف طبقة الأوزون، والضوضاء مثل تلك التي تصدرها الأسلحة المزودة بأجهزة الكشف بالسونار تحت الماء، وهجمات السفن. ويُهدد الصيد الصناعي موارد غذاء الحيتان، كما يعرضها لخطر الوقوع ضحية أدوات الصيد.
وعلى الرغم من هذه التهديدات المتراكمة، يتزايد عدد الدول الأعضاء في اللجنة الدولية لصيد الحيتان (IWC) التي تصوت لصالح الاستئناف الفوري لصيد الحيتان تجارياً. من بين الأعضاء الجدد والمتحمسين في اللجنة الدولية لصيد الحيتان (IWC) ما يلي: بنين والغابون وتوفالو ونورو. ومن الواضح أن هؤلاء الأعضاء الجدد وإحصائيات التصويت لا تعكس أي تغير في الرأي العالمي. فهذه الدول تم تجنيدها جميعاً لكي تنضم للجنة الدولية لصيد الحيتان (IWC) والتصويت فيها بموجب ما أطلق عليه مصطلح «برنامج تضامن التصويت» بواسطة «وكالة مصائد الأسماك اليابانية».